# أفرو أفنجر
طائرة أفرو 566 أفنجر (المنتقم) هي نموذج مبدئي لمقاتلة بريطانية من حقبة العشرينيات من القرن العشرين، صممت وبنيت من قبل شركة أفرو. صممت لتكون بمقعد واحد، ذات محرك واحد وحناحين  مسطحين من الخشب ومن نسيج. على الرغم من أنها كان مبسطة وذات تصميم متقدم، إلا إنها لم تدخل الإنتاج.

## المواصفات
قالب:Aircraft specifications

## وصلات خارجية
- أفرو المنتقم – دليل الطائرات البريطانية